# Northside (Dublin)

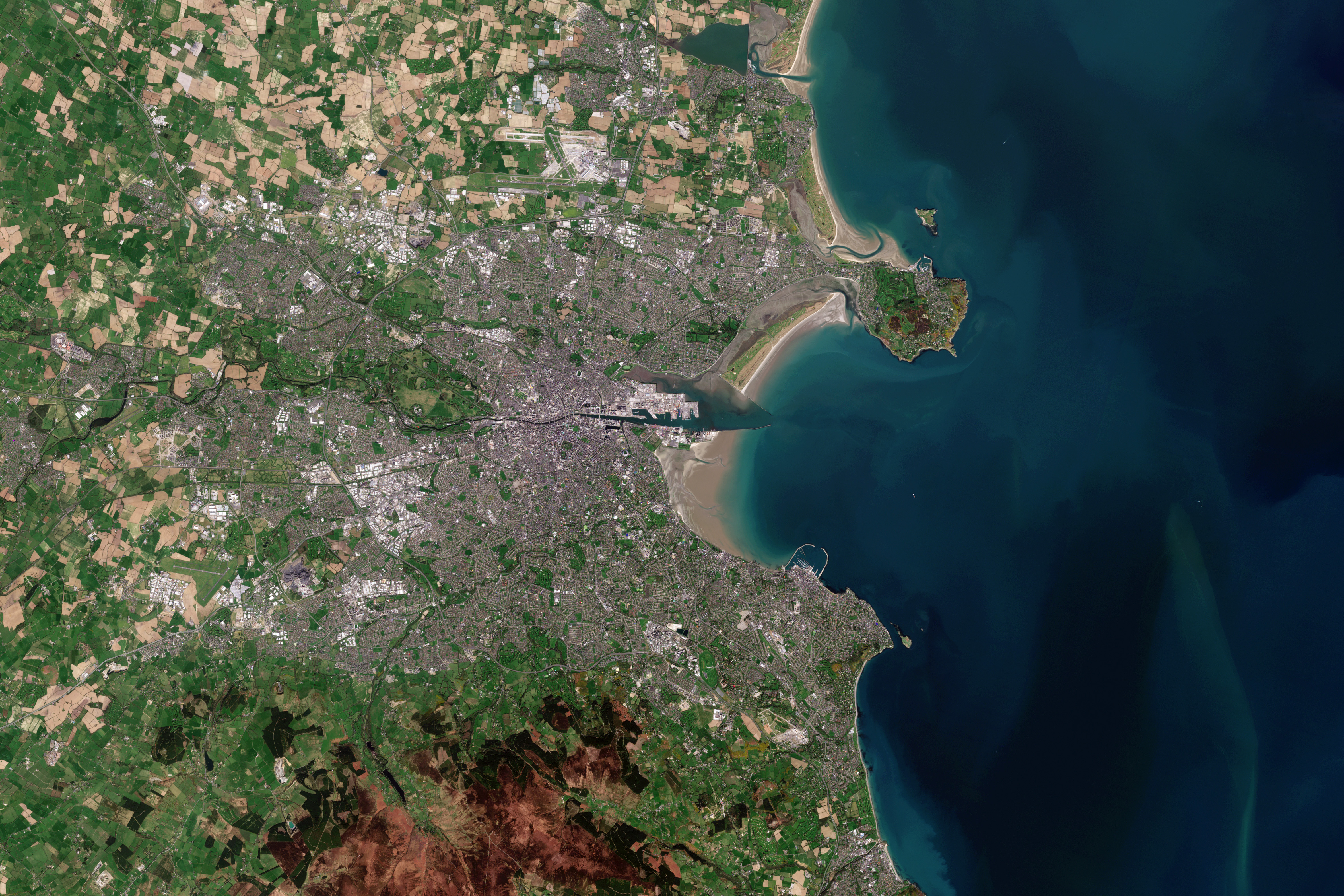
Auf dieser Satellitenaufnahme ist die von Westen kommende Liffey (Bildmitte) gut zu sehen, die Dublin in die Nordseite und Südseite teilt (2022).

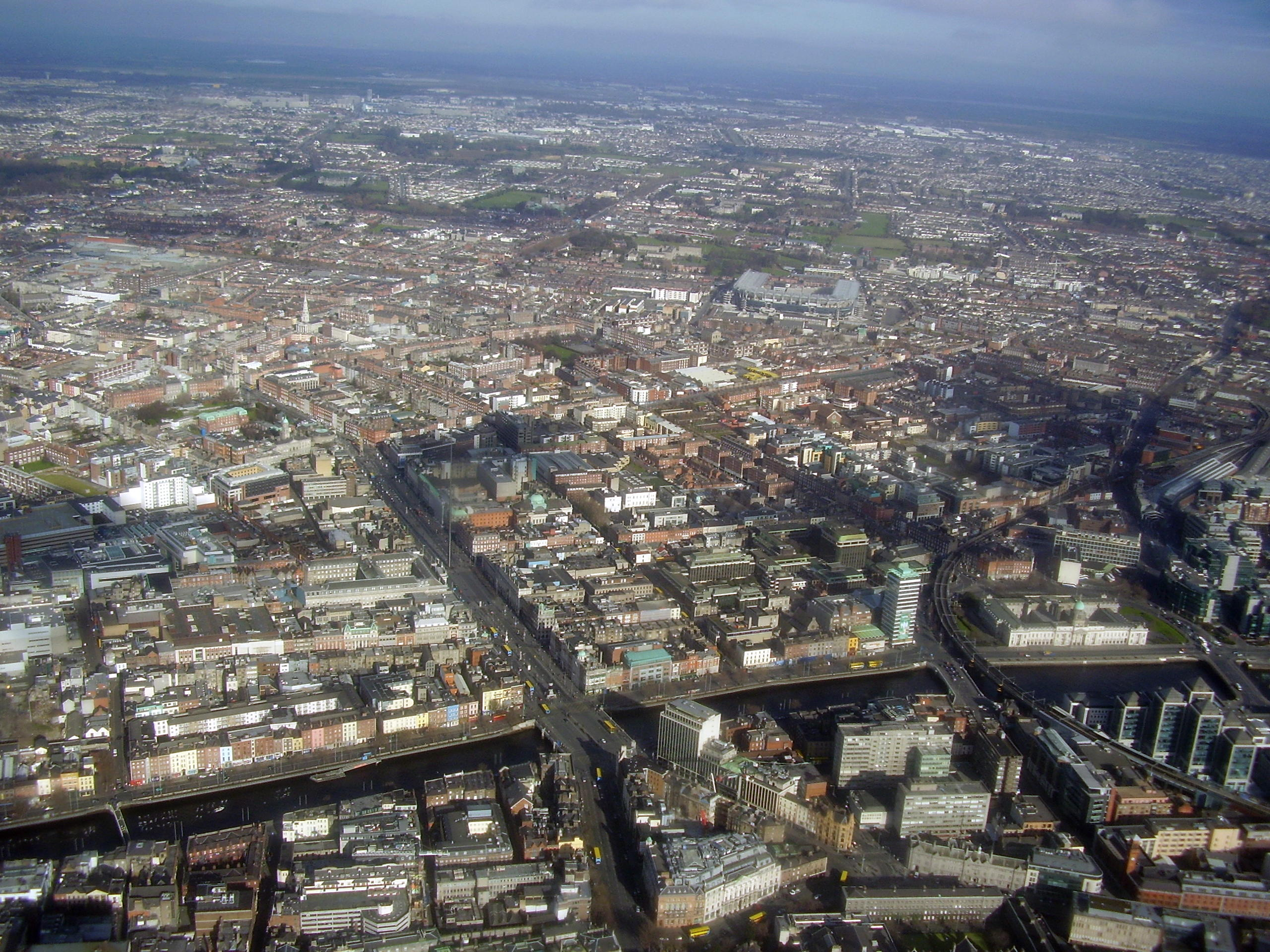
Blick über die Liffey mit der O’Connell Bridge Richtung Norden (2009).

Als Northside (irisch An Taobh Ó Thuaidh, deutsch „die Nordseite“) oder Northside Dublin (irisch Tuaisceart Bhaile Átha Cliath, deutsch Nord-Dublin) wird der Teil der irischen Hauptstadt Dublin bezeichnet, der nördlich der Liffey liegt.

## Geschichte
Früheste Zeugnisse aus dem 2. Jahrhundert zeigen, dass die Siedlung hier rund um die Liffey entstand. Im Jahr 560 wurde nördlich des Flusses das Kloster Sankt Cainnech (St. Canice) gegründet, eines der bedeutendsten frühchristlichen Klöster Irlands. Nach 1066, mit Beginn der Normannenzeit, zogen viele wohlhabende Familien in diese bewaldete Gegend und es entstanden hier Herrenhäuser und Burgen, wovon bis heute zahlreiche Ruinen zeugen. In den folgenden Jahrhunderten (ab ca. 1500) wurde der Norden immer mehr zur Wohngegend der Wohlhabenden. Zu Beginn des 18. Jahrhunderts war das Georgianische Dublin zur zweitgrößten Stadt des Britischen Weltreichs angewachsen und wurde während dieser Zeit (1714–1830) umfassend umgestaltet. Einige prunkvolle Residenzen wurden im Norden für die Oberschicht errichtet.
Im Jahr 1748 hatte der Duke of Leinster, James FitzGerald, 1. Duke of Leinster, zugleich Earl of Kildare, seine eigene Dubliner Residenz, als größten Adelssitz der Stadt, auf der Südseite der Liffey errichten lassen. Damit kehrte sich der Trend um, denn von nun an wollten immer mehr Adelige in der bis dahin wenig bebauten Gegend im Süden leben. Die Folge war eine plötzliche Massenabwanderung der Reichen der Stadt aus den Herrenhäusern im Norden zu neuen Standorten im Süden.
Im 19. und 20. Jahrhundert wandelte sich der Norden immer mehr von einer einst bevorzugten Wohngegend in ein Areal mit Mehrfamilienhäusern für die Ärmeren der Stadt.
Lange Zeit galt nun der Norden als arm und der Süden als reich – eine Unterscheidung, die im 21. Jahrhundert so nicht mehr gilt. Eine soziale Kluft zwischen Nord und Süd hat es gegeben, aber sie existiert nicht mehr in gleicher Weise wie in den vergangenen Jahrzehnten. Heute könnte man vielleicht eher eine Unterscheidung von wohlhabenden Küstenbewohnern im Osten Dublins und weniger privilegierten Menschen weiter im Westen betrachten.